# السيف والمنجل
السيف والمنجل هي رواية للكاتب ملك راج أناند [الإنجليزية] نشرت لأول مرة في عام 1942. مثل رواياته الأخرى، تتناول هذه الرواية أيضًا موضوع الهيكل الاجتماعي والسياسي، وعلى وجه التحديد، صعود الشيوعية. عنوان الكتاب أُعطي لأناند بواسطة جورج أورويل. وكانت الرواية متوافقة مع الكتابات البريطانية والأمريكية في ذلك الوقت. كان الكتاب هو الجزء الأخير من الثلاثية التي تضمنت رواية القرية ورواية عبر المياه السوداء.